# Annemie
Annemie is een ronde stenen molen die zich bevindt aan de Boschdijk ter hoogte van het kerkdorp Acht in de Nederlandse gemeente Eindhoven.
De Annemie is een beltmolen die in 1891 is gebouwd door Antonius van Himbergen uit Bladel. Deze molenbouwer heeft in de omgeving ook De Roosdonck in Nuenen gebouwd. De Annemie is in gebruik geweest als korenmolen. 
De molen werd in 1957 ingericht voor bewoning. Hierbij werd een groot gedeelte van het gaande werk verwijderd, waaronder de stenen en bijbehorende spillen. De koningsspil en het spoorwiel zijn gebleven. Jarenlang heeft de molen daarna slechts één roede gehad. In 1991 werd de molen enigszins hersteld, maar pas in 2005 was ze weer draaivaardig. 
In 2008 kwam er een nieuwe eigenaresse en in het daaropvolgende jaar is er enkele malen met de molen gedraaid, zij het uitsluitend bij zuidwestenwind, daar de Annemie ernstig gehinderd wordt in haar bewegingsvrijheid door schuttingen en begroeiingen. Ook liggen enkele van de kruirollen, waarop het gedeelte van de molen rust dat op de wind gedraaid kan worden, los in de rollenwagen. Desalniettemin is de molen in juli 2011 van zuidwest naar zuidoost verkruid, zodat de molenstaart opnieuw geschilderd kon worden. Ook zal de verzakking van de baansteen verholpen worden, waardoor er veiliger met de molen gedraaid kan worden. Een nieuwe eigenaresse heeft in 2018 en 2019 opnieuw herstelwerkzaamheden laten uitvoeren.